# Seio venoso
Seio venoso é uma câmara existente no coração dos vertebrados, à exceção dos mamíferos e aves.